# Tetrathemis camerunensis
Tetrathemis camerunensis – gatunek ważki z rodziny ważkowatych (Libellulidae).